# سرلاخ
سرلاخ (به آلمانی: Zerlach) یک منطقهٔ مسکونی در اتریش است که در زودوست‌اشتایرمارک واقع شده‌است. سرلاخ ۲۳٫۷۸ کیلومتر مربع مساحت دارد ۳۳۷ متر بالاتر از سطح دریا واقع شده‌است.